# ワレミア属

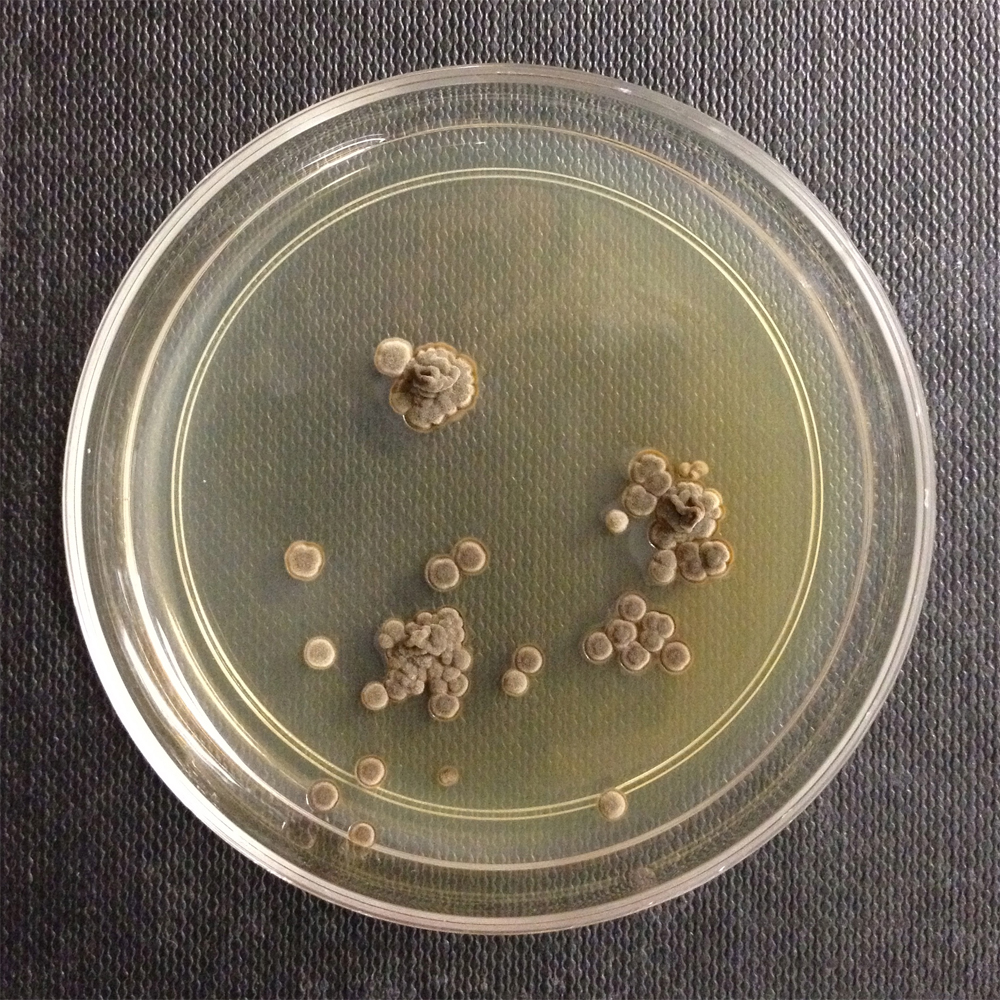
培養された Wallemia sebir

ワレミア属 Wallemia はカビの1属。世界に広く分布するふつうのカビだが、分類上はきわめて特異で、担子菌門に所属し、この1属でワレミア綱を構成する。強い好乾性、好塩性菌でもあり、砂糖漬けや塩漬け食品などの汚染源としてもよく知られる。

## 概説
ワレミア属は乾燥した基質に出現するカビで、乾燥食品や砂糖、塩漬けの食品などに出現する。コロニーは茶褐色で、日本では（標準和名とは言い難いが）アズキイロカビの名が使われることがある。
分生子的な胞子を長い鎖状に生じる。分生子形成型は分節型に近いが、他のものとは異なる独特の特徴がある。長く一種のみとされてきたが、現在では三種が含まれていたことが知られる。
このカビが担子菌類に含まれるとの判断は、まず隔壁孔の構造から主張された。後に分子系統の情報からもこれが認められ、しかもこの担子菌の系統樹のごく基底部で分枝したとの判断がなされた。そのため、亜門を定めないままに独立の綱を立て、これにこの属だけを含めた扱いが行われている。
上記のように食品を汚染するカビとしてよく知られる。人間に対してアレルギーの元となり、また肺に疾患を引き起こすことがある。

## 特徴
背の低いカビであり、成長は遅く、コロニーは小さい。通常の培地上でも生育する。コロニーは赤褐色に色づき、フェルト状になる。菌糸の隔壁には中央に隔壁孔があり、これを覆うような構造がある。これは担子菌類に特徴的なものであり、このカビが担子菌類であると考えられるようになったきっかけともなっている。この部分の構造は群によって様々で、このカビのものは一重膜からなり、シロキクラゲ目のそれに近い。
分生子はごく短い単純な柄の上に、鎖状に生じる。胞子列の下には分節されない棒状の細胞があり、その基部には小さなフィアライド状の母細胞がある。この細胞から胞子になる細胞がまず棒状に形成され、これが後に分断することで分生子となり、その点では分生子形成型は分節型である。ただし、先端側から基部に向かって分節が起きること、その際に四つずつまとまった形で分節することが他のカビでは見られない特徴となっている。胞子の表面はでこぼこになっているが、ほぼ球形で径は3μm程度。
このカビのゲノムは担子菌類では最も小さいものの一つであり、菌蕈類とすれば最も小さい。

### 胞子形成
分生子形成の詳細は以下の通り。まず分生子形成枝の先端に円柱状の細胞を生じる。この部分の途中に隔壁を生じ、先端側の細胞と基部側の細胞に区画される。先端側の細胞は、その中間で隔壁を生じてほぼ等分の二つの細胞に分かれる。それらの細胞はさらに二等分に分裂し、その結果長さと幅がほぼ同じくらいの四つの細胞が形成される。それらの細胞は丸っこくなって胞子として完成する。基部側の細胞はさらに伸長し、先の胞子が形成される頃に、また途中で隔壁を生じ、上と同じようにして四つの胞子を形成する。これは連続的に繰り返されるので、胞子の長い鎖列が形成される。
分生子が求基的に分断して形成されることから、これは meristem arthroconidiaであるとされてきた。

## 生活環
このカビはアナモルフ菌（不完全菌）と考えられてきた。その形成する胞子は分生子と考えられたからである。一般の不完全菌では分生子は体細胞分裂によって形成され、当然ながら無性生殖器官である。この菌がそれ以外の胞子などを形成することは知られていない。
ただ、これが実はテレオモルフ（完全世代）ではないかとの説があった。このカビの胞子が四個一組に、それもまず二個に分かれてそれがさらに二個ずつに分かれることから、これが減数分裂ではないかとの考えである。Moore(1986)は胞子形成部の基部にある母細胞が複相であり、そこから成長した細胞が減数分裂をすることでこれらの胞子が形成されると主張している。しかしその後の研究でもこれを裏付ける証拠はなく、この胞子はやはり体細胞分裂で作られる分生子であるらしい。ただし遺伝子の分析から減数分裂を行う能力がある可能性は認められ、未だ発見されないテレオモルフが存在する可能性は残されている。

## 性質
好乾性菌として知られる。これは乾燥に耐えると言うよりは水分活性が低いことに耐えられるという意味があり、砂糖漬けや塩漬けなど、浸透圧を高めて微生物の発生を抑えるようにしているものの上にも、この菌は生えることが出来る。このような性質を持つ菌類は140ある目のうちでわずかに10にしかなく、その大部分は子嚢菌類である。担子菌類においてこの性質を持つのはきわめて例が少ない。好乾性菌と呼ばれるのは水分活性が0.85以下でも生育できるものを指し、これは塩化ナトリウムだと17%、グルコースだと50%を培地に加えたものに相当する。このカビは高い好乾性とともに、強い好塩性をも示す。W. sebi は塩分を含まない培地でも生育するが、他の2種は塩分を含まない培地では成長を見せない。その2種が成長を示す水分活性の幅は狭く、 W. muriae では0.984-0.805、W. ichtyophaga では0.959-0.771であった。後者は、知られているうちでもっとも好塩性の菌類の一つである。W. sebi は生育の範囲がより広く、0.997-0.69程度であった。
培養する場合、通常の培地、たとえばポテトデキストロース培地などでは成長が悪く、二週間の培養でもコロニー径はせいぜい1mmにしかならない。乾性菌のための水分活性の低い培地、たとえばジクロラン・グリセリン18寒天培地などでは同様に培養して径4mmほどのコロニーを作る。

## 分布と生育環境
様々な食品の上に出現するほか、空中雑菌としても出現し、ハウスダストにも普通に含まれ、農業地の土壌中からも知られる。また、海水中や、さらには天日干しの製塩所というきわめて塩分濃度の高い環境からも発見されている。
ただし成長が遅いため、より成長の速い他のカビに覆われて見落とされがちだと思われる。世界的に広く存在するものと考えられている。

## 分類
このカビは当初は不完全菌として記載されたが、隔壁の構造などから担子菌類であるとの説が出た。分子系統の情報から担子菌門の中でもごく初期に分枝したものと考えられる。Hibbert et al.(2007)では担子菌門の下で、亜門を定めずにワレミア綱として位置づけられた。Padamsee et al. (2012)は遺伝子情報からこれを菌蕈亜門の分枝の基部で分かれたものとし、隔壁孔の構造もこれを裏付けるとしている。
この属は長らく単形属とされ、W. sobi 1種のみが知られてきた。しかしZalar et al.(2005)は遺伝子などの情報から隠蔽種があると判断、胞子の大きさや乾燥耐性の異なる三種を区別した。そのためこの属には以下の三種が所属している。ただしこの中でW. ichthyophagaは遺伝的な差が大きく、この種については形態では区別できない隠蔽属のものである可能性を示唆している。
- W. ichthyophaga
- W. sebi
- W. muriae

なお、上記のように3種が区別されたのがごく最近であり、古くから知られ、実用上の関わりの深いものであるため、過去に多くの研究があるが、それらはW. sebi の名の下に行われている。

## 利害
食品を汚染するカビとして代表的なものである。その発生する幅は広く、穀類、貯蔵食物、菓子、ジャムや砂糖漬け、塩漬けの魚、乾燥食品など多岐にわたる。日本の菓子に関する調査では、最も出現が多い方の5属、あるいは3属の中に数えられている。ただし毒素の生産は知られていない。
またハウスダストにも多く含まれ、時に人にアレルギーを起こすとされる。農夫肺(farmer's lang disease)と呼ばれる疾患の原因の一つとも考えられている。これは牛舎内で作業する農民が干し草の埃を吸引することで起きるものである。また、このカビが人間に感染症を起こした例も知られ、指の爪から見つかった例がある。